# دوري ميانمار الوطني 2016
دوري ميانمار الوطني 2016 هو الموسم 7 من دوري ميانمار الوطني. كان عدد الأندية المشاركة فيه 12، وفاز فيه نادي ياداناربون.